# Héctor Negro
Héctor Negro (Buenos Aires, 27 de marzo de 1934-Ibídem, 15 de septiembre de 2015) fue un poeta y periodista argentino, cuyo nombre real era Ismael Héctor Varela y que tuvo una vasta trayectoria como letrista de tango.

## Actividad artística
Comenzó de chico haciendo letras para murgas en el barrio de Belgrano donde había nacido y ya en 1954 escribió su primer tango: Calle nuestra al que le puso música Domingo Armendaro. En 1955 fundó el grupo de poesía El Pan Duro. Escribió para la página de Tango del diario Clarín entre 1981 y 2000, además de sus frecuentes colaboraciones en periódicos y revistas literarias, publicó los libros de poemas Bandoneón de papel (1957), El fuego lúcido (1961), Luz de todos (1965), Para cantarle a mi gente (Faja de Honor de la Sociedad Argentina de Escritores) (1971), La ciudad invadida (1975), Testigos de la ciudad (1977), Ciudad de los flacos aires (1981), De tango, de fútbol, de lunfardo (1985), Cancionero - Levántate y canta (1985), Tanguitos para decir, milongas para contar (1988), El tango y sus poetas (antología, 1996), Milongas, valses y tangos de siempre (antología, 1996); Más tango, más fútbol, más lunfardo (1997), Y voy cantando al andar (selección poética, 1998); Tangos: herencia y desafíos (2001), Gorrión del mundo (2005)¸ El lenguaje y la poesía del fútbol (2005) y La verdad sobre El Pan Duro-Grupo de poesía 1955/1964 (2007), entre otros. 
Fue Miembro de la Academia Nacional del Tango y de la Academia Porteña del Lunfardo y fue jurado en muchos concursos vinculados al tango. Disertó sobre tango en números países. 
Es el autor de numerosas letras de tangos, entre los que se destacan Esta ciudad que, musicalizado por Osvaldo Avena fue galardonado en 1967 con el primer premio del concurso de música ciudadana organizado por la empresa Odol. Sus tangos Un lobo más, Responso para un hombre gris y Un mundo nuevo fueron incorporados a la obra teatral Tres días con gerente, de Julio César Silvain, estrenada en 1966.
Otras letras de tango destacadas son Bien de abajo, con música de Arturo Penón, estrenada y grabada en 1967 por Osvaldo Pugliese, Tiempo de tranvías, estrenada con música de Raúl Garello en 1979 y Viejo Tortoni, con música de Eladia Blázquez, estrenada diciembre del mismo año en el café homenajeado en ese tango por Osvaldo Arana. 
Varios son los compositores que pusieron música a sus letras: José Dames en Nos quedamos sin hablar, Osvaldo Pugliese en Hermano, venga ese abrazo, Luis Stazo en Al aire libre , Aquiles Roggero en A la luz de la pensión y Osvaldo Arena en Responso para un hombre gris, Somos hoy, Oscura de piel besada, Buenos Aires vos y yo, Quiero elegir mi vida, Para bailarlo juntos, Canción de pobre, Aquella Reina del Plata y Piropo en milonga. entre otros.
Algunos de los grandes artistas que interpretaron sus obras son Los Arroyeños, Carlos Barral, Eladia Blázquez Rosanna Falasca, Carmen Guzmán, César Isella, Rubén Juárez, Julio Lacarra, José Larralde,  Roberto "Caracol" Paviotti, Reynaldo Martín, Opus Cuatro, Osvaldo Piro, Osvaldo Pugliese, Susana Rinaldi, Mercedes Sosa, Chany Suárez y Carlos Varela.
Fue galardonado, entre otros reconocimientos, con el Premio Prensario en 1981, el Premio Konex 1985 en Música popular, el Gran Premio SADAIC en 1993, el premio del Círculo de Poetas Lunfardos en 1998 y el Premio Konex 2005 en el rubro Música popular.
La Legislatura de la Ciudad de Buenos Aires lo declaró Personalidad Destacada de la cultura.

## Fallecimiento
Héctor Negro murió el 15 de septiembre de 2015. Sus restos descansan en el panteón de SADAIC en el Cementerio de la Chacarita.

## Obras
- A Osvaldo Avena  (canción)
- Aguante de tango  (tango)
- Al aire libre  (tango)
- Alfredo Arnold  (tango)
- Andar de a pie  (canción)
- Aquella Reina del Plata  (tango)
- Bien de abajo  (tango)
- Buenas noches, Japón (Kon banwá, Japón)  (tango)
- Buenos Aires vos y yo  (tango)
- Ciudad trampa  (milonga)
- Ciudad trepando al cielo  (tango)
- Compre, señor, compre  (tango)
- Con esa luz  (milonga)
- Con una milonga de estas  (milonga)
- Creo en la gente  (tango)
- Cuando uno canta  (tango)
- De ayer y hoy  (milonga)
- De Buenos Aires morena  (milonga)
- Desde el tablón  (tango)
- El origen  (milonga)
- Esa piba soy yo  (tango)
- Esta ciudad  (tango)
- Flaca de abril  (tango)
- Gorrión en el supermercado  (tango)
- Hay un cantor  (tango)
- Hoy te encontré Buenos Aires  (tango)
- Julián de abajo  (canción)
- Las Malenas  (tango)
- Las milongas  (milonga)
- Levántate y canta  (canción)
- Lluvia de primavera  (canción)
- Me llaman rea  (tango)
- Milonga del casamiento  (milonga)
- Milonga del pobre diablo  (milonga)
- Milonga por Celedonio  (milonga)
- Milonga que canta el aire  (milonga)
- Ni me entrego ni me voy  (milonga)
- No queda otra  (tango)
- Oíme, ciudad mía  (tango)
- Oscura de piel besada  (milonga, candombe)
- Para bailarlo juntos  (tango)
- Para cantarle a mi gente  (milonga)
- Pasacalle  (tango)
- Piropo en milonga  (milonga)
- Poder regresar  (vals)
- Por la costumbre de vivir  (milonga)
- Por siempre tango  (tango)
- Quién te viera  (tango)
- Quiero elegir mi vida  (milonga)
- Responso para un hombre gris  (tango)
- Si no me falla (Tan solo sé que somos dos)   (tango)
- Siga cantando nomás  (milonga)
- Sigo aquí  (tango)
- Somos  (tango)
- Somos hoy  (milonga)
- Subí gorrión  (tango)
- Tanguito por la que camina bailando  (tango)
- Tiempo de Don Sebastián  (milonga)
- Tiempo de tranvías  (tango)
- Tu nombre un cascabel  (tango)
- Un lobo más  (tango)
- Un mundo nuevo  (tango)
- Un sueño nada más  (tango)
- Vamos dale  (tango)
- Vieja Costanera  (tango)
- Viejo Tortoni  (tango)
- Vivamos nomás  (tango)
- Vos querés a Buenos Aires  (tango)
- Vuelvo   (tango)
- Y cuando te nombre  (vals peruano)
- Y fue Gardel, nomás…  (tango)
- Y voy cantando al andar  (milonga)